# Мария Беатрис Савойска (1943)
Вижте пояснителната страница за други личности с името Беатрис Савойска.
Мария Беатрис Савойска, родена Мария Беатрис Елена Маргарита Лудовика Катерина Франциска Романа Савойска (на италиански: Maria Beatrice Elena Margherita Ludovica Caterina Francesca Romana di Savoia; * 2 февруари 1943, Дворец „Квиринал“, Рим, Кралство Италия), е принцеса на Савоя.

## Произход
Тя е най-малкото дете на Умберто II (* 1904, † 1983), принц на Пиемонт (1904 – 1946), генерален наместник на Кралство Италия (5 юни 1944 – 9 май 1946) и последен крал на Италия (9 май – 18 юни 1946 г.), и на кралица Мария-Жозе Белгийска (* 1906, † 2001). Племенница е по бащина линия на царицата на българите Йоанна.
Има един брат и две сестри:
- Мария Пия (* 1934), принцеса на Савоя, принцеса на Югославия като съпруга на принц Александър Караджорджевич и принцеса Бурбон-Пармска като съпруга на принц Мишел Бурбон-Пармски
- Виктор Емануил Савойски (* 1937), принц на Неапол, херцог на Савоя (оспорвано), съпруг на Марина Риколфи-Дория, маркиза на Сант Анна ди Валдиери
- Мария Габриела (* 1940), принцеса на Савоя, съпруга на Робер Зелингер дьо Балкани, френски предприемач от унгарски произход

## Биография

### Детство и младост
Принцеса Мария Беатрис е родена през 1943 г. в Двореца „Квиринал“ в Рим. Тя е на три години, когато семейството ѝ трябва да отиде в изгнание във Вила „Италия“ в Кашкайш, Португалия, поради референдума на 2 юни, с който Италия става република. Отгледана е от гувернантка и от възпитателка далеч от майка си, която живее в Швейцария заедно с брат ѝ Виктор Емануил.
Живее с баща си до двадесетата си година, когато се премества в Лондон и започва да дели времето си между Англия и Швейцария. В този период тя започва да води безразсъден живот и да пие, показвайки своята непоносимост към правилата и предизвиквайки постоянен интерес в пресата. Именно вестниците ѝ дават прякора „Тити“ (който тя не понася) и заради нетрадиционните ѝ връзки баща ѝ решава да я лиши от издръжка.
Живее три години заедно със студента Джани Тозети, който възнамерява да се ожени за нея, но Мария Беатрис решава да прекрати връзката, тъй като не желае толкова близки отношения. През 1966 г. се влюбва в мадридския адвокат и тореадор Викториано Валенсия (1935 г.). Двамата започват връзка, но той смята връзката им за тривиална и решава да я напусне след шест месеца. На 18 март 1967 г. Мария Беатрис се опитва да се самоубие, като се прострелва в гърдите с пистолет. Не успява да улучи сърцето си и вместо това улучва белия си дроб. Членовете на семейството ѝ се опитват да изкарат инцидента като случаен факт с двойната цел да не тревожат Умберто II и да не подхранват медийния натиск.
След период на възстановяване тя среща отново актьора и режисьор Маурицио Арена, който ѝ е бил представен от бившият й приятел Валенсия. През лятото на 1967 г. двамата започват връзка и дори заговорват за сватба, предизвиквайки неодобрението на нейните близки, убедени, че актьорът иска да използва Мария Беатрис, за да си върне известността, която е в упадък. В началото на 1968 г. тяхната история приключва, а самата принцеса говори остро за връзката си с него. Тя твърди, че е била повлияна негативно от него и изявленията ѝ карат семейството му да я съди и да спечели делото. През 1968 г. актьорът заснема филм за връзката си с принцесата. 

### Семеен живот
Мария Беатрис се опитва за втори път да сложи край на живота си, като се хвърля от прозорец в Женева. И този път се спасява случайно, падайки върху платнен навес. При падането тазът ѝ се счупва. В същия период започва детоксикацията ѝ от алкохола. През 1969 г. се запознава с аржентинския професор по право Луис Рафаел Рейна-Корвалан и Дилон, който по това време работи в посолството в Женева. Те се женят на гражданска церемония на 1 април 1970 г. в Мексико, докато Мария Беатрис е бременна с първото им дете Рафаел Умберто, и на религиозна церемония през януари 1971 г. в Кордоба. През същата година се ражда Патрицио, който умира няколко дена по-късно, а през 1973 г. – дъщеря им Азаеа.
През 1983 г. семейството се събира отново в Женева, където Умберто II умира на 18 март. Отношенията между братята и сестрите никога не са били много добри и  се влошават поради изчезването на семейни документи, свързани с 20 век.  Документите, съхранявани в Кашкайш от Умберто, са прегледани от Мария Габриела, която е обвинена, че е откраднала голяма част от тях.  
Принцесата живее със семейството си във Вила „Лупо“ в Куернавака, където съпругът ѝ е преподавател по международно право в местния университет. Баща ѝ Умберто II я съветва да се установи в чужбина, за да заглуши всички слухове за нея. През 1991 г. майка ѝ Мария-Жозе се присъединява към тях поради отличния климат на мястото, който помага на уязвимото ѝ здраве.
През този период от живота си Мария Беатрис се занимава активно с благотворителност и с борбата си с алкохолизма. Въпреки това през 90-те години отношенията ѝ със съпруга ѝ започват да се влошават и краят им е поставен от самоубийството на 23-годишния им син Рафаел през април 1994 г. в Бостън, който скача от офисна тераса. Същата година от годеницата му се ражда посмъртно дъщеря му Уриъл Адриана Саския Тайлър. Принцесата започва да страда от депресия. Съпрузите се разделят през 1995 г. и се развеждат през 1998 г.
През 1996 г. тя напуска Мексико с майка си и живее в следващите години в Швейцария и в САЩ. По време на ваканция на Бахамите през февруари 1999 г. тя получава новината за смъртта на бившия си съпруг, намерен гол във Вила „Лупо“, удушен с колана на хавлията му. За убийството е арестуван таксиметровият му шофьор. Мария Беатрис решава да продаде вилата и обзавеждането й. Това се осъществява чрез търг на Кристис, което предизвиква спор с брат й и сестрите ѝ, които го смятат за семейна ценност, понеже голяма част от него е спомен за Умберто II.
Савойците се срещат почти изключително по задължение: за сватби и за погребения, като това на Мария-Жозе през 2001 г.

### Отношения с Виктор Емануил
Мария Беатрис и сестрите ѝ Мария Пия и Мария Габриела, особено след смъртта на майка им Мария-Жозе, имат доста трудни отношения с брат им Виктор Емануил поради наследството, което майка им оставя след смъртта си. 
В края на март 2006 г. Мария Беатрис и Мария Пия се оттеглят от Ордена на Св. св Маврикий и Лазар, Ордена на Св. св. Маврикий и Лазар, ръководен от главите на Савойския дом, заявявайки, че вече не разпознават в него първоначалната му структура.

## Брак и потомство
∞ 1 април 1970 в Сиудад Хуарес (граждански), 9 януари 1971 в Кордоба (религиозно) за аржентинския професор по международно право Луис Рафаел Рейна-Корвалан и Дилон (* 18 април 1939, Кордоба; † 17 февруари 1999, Куернавака, убит), син на Сесар Аугусто Рейна-Корвалан и на Амалия Мария Дилон Калво, развод 1995 г., от когото има двама сина и една дъщеря:
- Рафаел Умберто Лупо Виторио Чезаре Джовани Мария Рейна-Корвалан и де Сабоя (* 21 септември 1970, Мексико Сити, † 29 април 1994, Бостън), сгоден за Маргарет Бийти Тайлър (* 29 септември 1966, Луисвил, Кентъки), от която посмъртно има една дъщеря
- Патрицио Рейна-Корвалан и де Сабоя (*/† 1971, Мексико Сити)
- Азаеа Беатрис Рейна-Корвалан и де Сабоя (* 11 ноември 1973, Ню Йорк), ∞ 6 януари 1996 във Вале де Браво (Мексико) за Артуро Пандо и Мундет Диас (* 1971), развод 1998, от когото има една дъщеря